# Поширення німецької мови

Кількість осіб у Євросоюзі (включно з Хорватією, Туреччиною і мікродержавами), які володіють німецькою мовою

DEU
AUT
CHE

Німецька мова (як державна мова чи мова меншості) є розповсюдженою в багатьох країнах Західної, Центральної і Східної Європи. Такі країни, де серед населення переважає саме німецька мова, називають німецькомовними.
Німецька мова є рідною для 90-95 мільйонів людей в Європі (2004), які становлять 13,3% від усього європейського населення. Ця мова є другою за поширеністю у Європі після російської, але поширенішою ніж французька (66,5 мільйонів) і англійська (64,2 мільйонів).
Країнами з переважаючою німецькомовною більшістю є Німеччина (95%, 78,3 мільйонів), Австрія (89%, 7,4 мільйонів), Швейцарія (65%, 4,6 мільйонів), Люксембург (480 000) і Ліхтенштейн (30 000).

## D-A-CH
D-A-CH (ДАХ, укр. Н-А-Ш) — абревіатура, якою позначають три найбільші німецькомовні країни - Німеччину, Австрію і Швейцарію.
«Dach» в німецькій мові, як і в українській, означає дах і використовується у терміні Dachsprache («мова-дах»), за яким літературна німецька мова відрізняється від німецької в Австрії та Швейцарії.
Також існують абревіатури D-A-CH-Li, DACHL, DACH+, за якими до перелічених країн відносять також і Ліхтенштейн. Іншим варіантом є DACHS, згідно з яким до них також додають провінцію Больцано (Південний Тироль) в Італії.
Ця абревіатура та її варіанти використовуються для найменування заходів, конференцій, наприклад «DACH Meteorologentagung» або для спільних проектів цих країн. Існують також однойменні електронні мапи для навігаторів.

## Офіційний статус
| Державна мова                                              | Мова більшості                                                                                                  | Частково офіційна |
| ---------------------------------------------------------- | --- | --- |
| Німеччина Австрія Швейцарія Ліхтенштейн Бельгія Люксембург | Швейцарія (разом з французькою, італійською і ретороманською) Люксембург (разом з французькою і люксембурзькою) | Данія - мова меншини в колишній Південній Ютландії Провінція Больцано в Італії Польща - мова меншини у Верхній Сілезії Чехія Угорщина (Дунайські шваби) Румунія (Трансильванія і банатські шваби) |

## Мова меншини

Офіційна мова

Квадратиками позначені великі зони розповсюдження німецької мови як мови меншини

Як мова національної меншини німецька мова розповсюджена у таких країнах:
- Франція (1,2 млн осіб)
- США (1100000 осіб)
- Бразилія (900 тис. осіб)
- Росія (Європейська частина - 75 тис. осіб, Сибір - 767,3 тис. осіб)
- Канада (438 тис. осіб)
- Нідерланди (386 тис. осіб)
- Казахстан (358 тис. осіб)
- Аргентина (300 тис. осіб)
- ПАР (300-500 тис. осіб)
- Велика Британія (230 тис. осіб)
- Угорщина (200 тис. осіб)
- Ізраїль (200 тис. осіб)
- Парагвай (166 тис. осіб)
- Польща (155 тис. осіб)
- Австралія (150 тис. осіб)
- Ірландія (100 тис. осіб)
- Іспанія (100 тис. осіб)
- Мексика (80-90 тис. осіб)
- Греція (45 тис. осіб)
- Румунія (45 тис. осіб)
- Україна (35 тис. осіб)
- Чехія (30 тис. осіб)
- Намібія (30 тис. осіб)
- Домініканська Республіка (30 тис. осіб)
- Таїланд (25 тис. осіб)
- Туреччина (25 тис. осіб)
- Киргизстан (20 тис. осіб)
- Данія (20 тис. осіб)
- Чилі (20 тис. осіб)
- Венесуела (10 тис. осіб)
- Сербія (5 тис. осіб)
- Словаччина (5,5 тис. осіб)
- Латвія (3 тис. осіб)

## Німецька мова як іноземна
Німецька мова раніше була мовою міжетнічного спілкування в Центральній, Східній та Північній Європі і залишається однією з найпопулярніших іноземних мов у Європі і є другою за популярністю після англійської. 32% громадян країн Європейського Союзу говорять про те, що вони можуть спілкуватися німецькою мовою. Зважаючи на це, в європейських країнах поширене німецьке кабельне та супутникове телебачення. Найвищий вплив німецької мови у країнах, де німецька не є офіційною мовою, спостерігається у Нідерландах, Данії, Боснії та Герцеговини й у Словенії. Відносно високий вплив також залишається у Швеції, Бельгії (Німецькомовна громада Бельгії), Чехії (Судетські німці), Словаччині, Угорщині, Польщі і Хорватії.
Німецька мова є однією з найбільш знаних у Європейському Союзі, насамперед завдяки широкому використанню в нових країнах ЄС.. Це одна з офіційних мов Європейського Союзу і одна з трьох робочих мов в Європейській Комісії (поряд з англійською та французькою).
Вивченню німецької мови як іноземної сприяє Ґете-Інститут, який діє в інтересах німецької мови та культури в усьому світі. У співпраці з Ґете-Інститутом, міжнародне радіо Німецька хвиля (нім. Deutsche Welle) пропонує широкий спектр онлайн-курсів з німецької мови і радіопрограм.